# Nécropole nationale de Vitry-le-François
La nécropole nationale de Vitry-le-François, est un cimetière militaire de la Première Guerre mondiale situé sur le territoire de la commune de Vitry-le-François, dans le sud-est du département de la Marne.

## Historique
La nécropole de Vitry-le-François a été créée en 1921 pour regrouper les corps des militaires exhumés sur le territoire des communes avoisinantes. Son aménagement s'est étalé de 1922 à 1954.
Le cimetière militaire a été rénové en 1999.

## Description
La nécropole nationale de Vitry-le-François est créée en 1921 au sud de la ville. Jouxtant le cimetière communal, la nécropole nationale accueille sur une superficie de 8 612 m2 les corps de 4 067 soldats dont 1 809 reposent dans des tombes individuelles et 2 258 en ossuaires. On compte 4 005 corps de soldats français et 7 de soldats britanniques tués durant la Première Guerre mondiale, les 62 autres étant ceux de Français morts pendant la Seconde Guerre mondiale.
Une chapelle commémorative a été édifiée au centre du cimetière, elle est coiffée d'un dôme. Au-dessus de la porte l'inscription Morts pour la France 1914-1918, puis sur chaque face Verdun, Argonne; Yser, Aisne, Champagne, Marne, Somme.

## Galerie de photographies

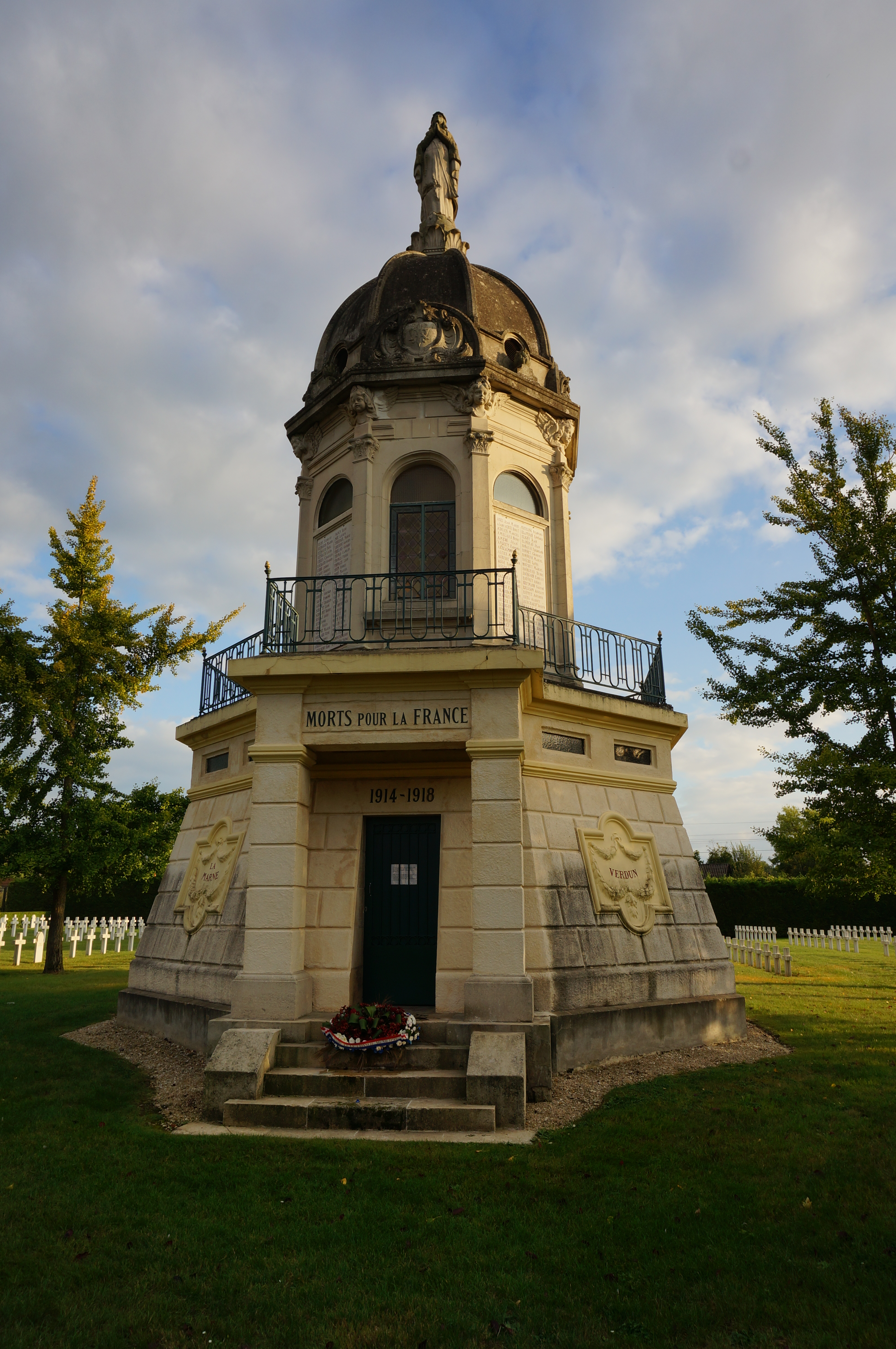
Le monument central aux batailles de la Première Guerre mondiale.
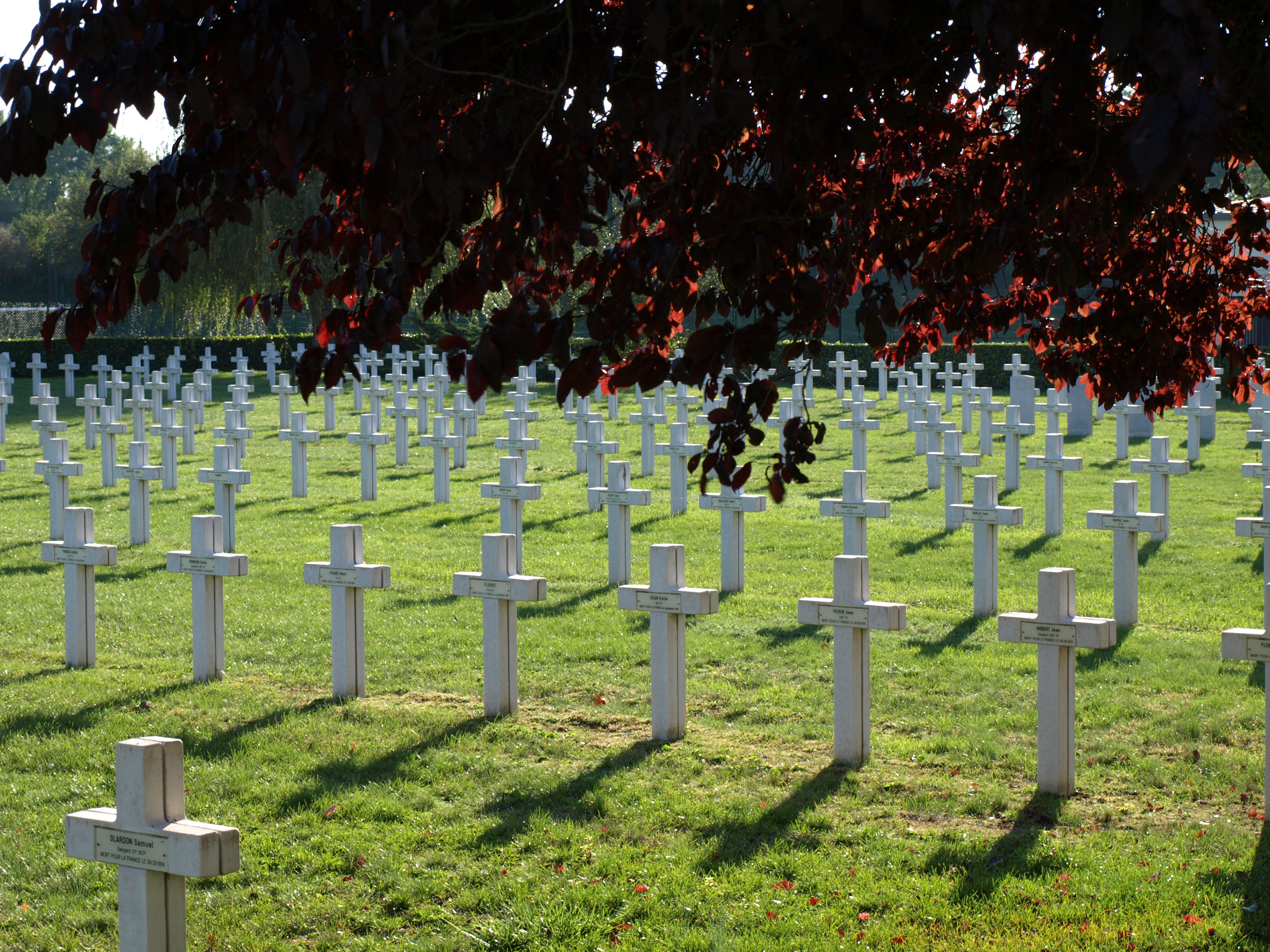
Quelques-unes des tombes.
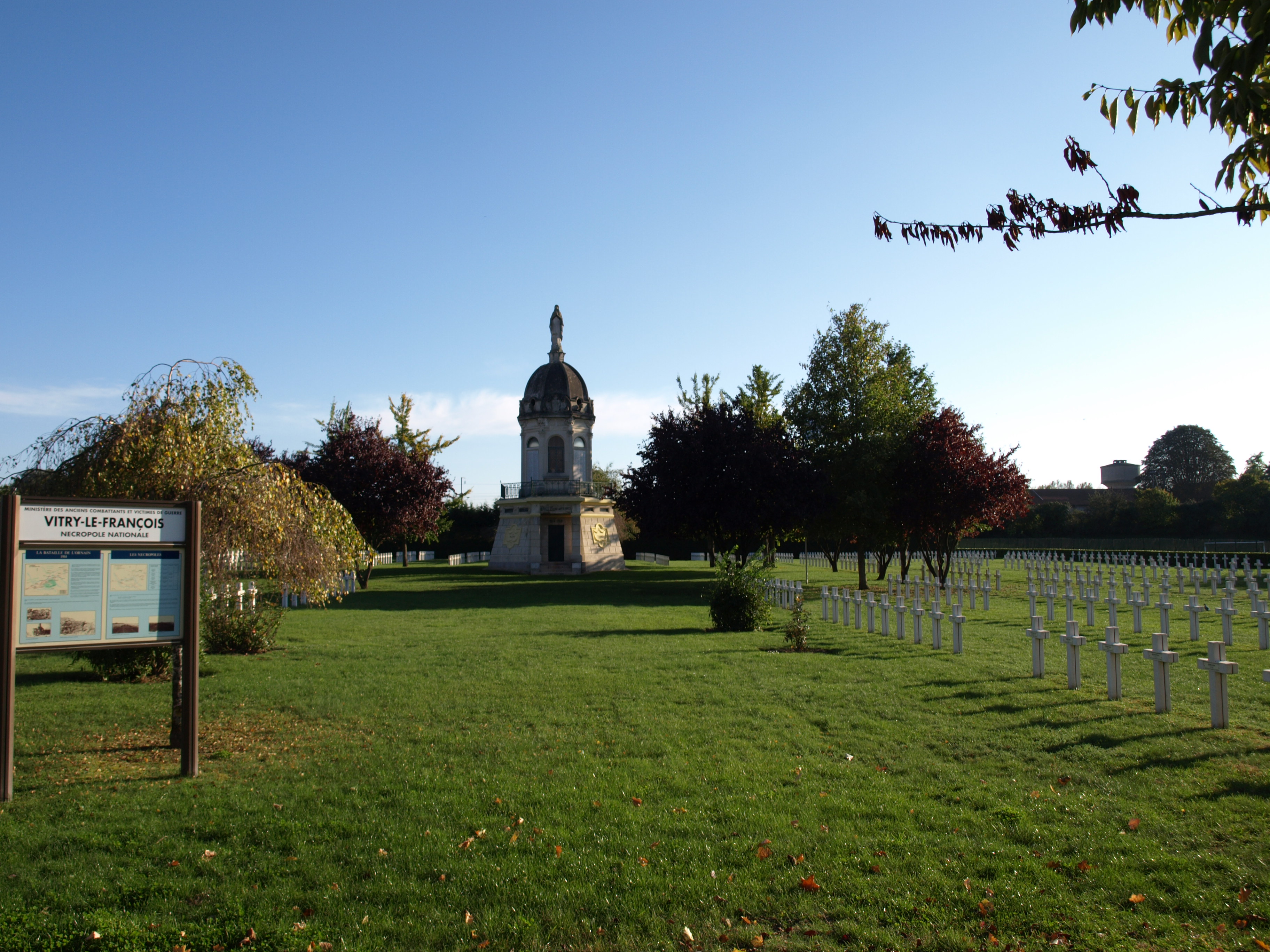